# Peisaj temporal (Star Trek: Generația următoare)
„Peisaj temporal” (titlu original: „Timescape”) este al 25-lea episod din al șaselea sezon al serialului TV american științifico-fantastic Star Trek: Generația următoare și al 151-lea episod în total. A avut premiera la 14 iunie 1993.
Episodul a fost regizat de Adam Nimoy după un scenariu de Brannon Braga.

## Prezentare
USS Enterprise este prinsă într-o stare de inerție temporală și se află în pragul distrugerii de către o navă romulană. 

## Actori ocazionali
- Patricia Tallman - Romulan
- Michael Bofshever - Male alien
- John DeMita -  Romulan
- Joel Fredericks - Engineer